# هراچیا روخکیان
هراچیا لیپاریتی روخکیان (ارمنی: Հրաչյա Լիպարիտի Ռուխկյան؛ زاده ۱۹۱۵ - درگذشته ۲۸ نوامبر ۱۹۹۲) نقاش اهل ارمنستان بود.

## زندگی‌نامه
وی در ۱۹۱۵ در آلکساندراپول به دنیا آمد و از کالج دولتی هنرهای زیبای پانوس ترلمزیان (۱۹۳۵) و آکادمی دولتی هنر تفلیس (۱۹۴۱) فارغ‌التحصیل گشت.   وی همچنین برنده جوایزی همچون نقاش مردمی ارمنستان شوروی نشان جنگ میهنی درجه دو شد. وی در ۲۸ نوامبر ۱۹۹۲ در سن ۷۷ سالگی در ایروان درگذشت.

## یادداشت
1. ↑  «Գեղարդ» գեղարվեստաարդյունաբերական տեխնիկում

## نگارخانه

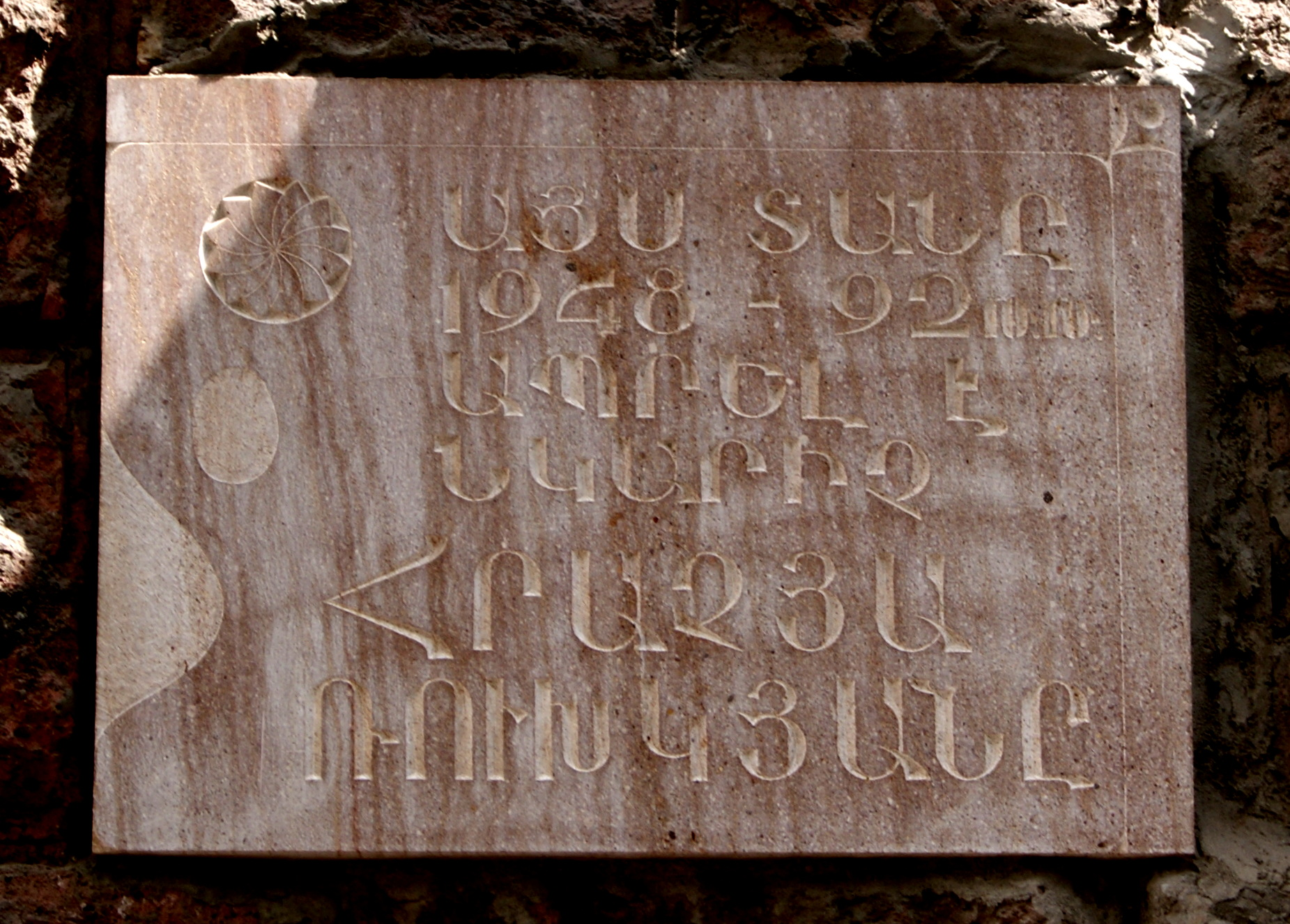
پلاک یادبود